# L'Aveu
Pour les articles homonymes, voir L'Aveu (homonymie).
Pour plus de détails, voir Fiche technique et Distribution.
L'Aveu est un film franco-italien réalisé par Costa-Gavras, sorti en 1970. 
Il est adapté du livre du même nom d'Artur London.

## Synopsis
En janvier 1951 à Prague, Artur London, dit Gérard, un haut responsable du régime communiste tchécoslovaque, se retrouve accusé d'espionnage au profit des États-Unis. Tout est fait pour lui extorquer des aveux de crimes qu'il n'a pas commis.
Brisé par la torture et les privations — on l'empêche de dormir, de manger et on l'oblige à marcher sans arrêt lors de son interrogatoire —, il finit par avouer au tribunal des crimes qu'il n'a pas commis, récitant un texte d'aveux que ses geôliers lui ont fait apprendre par cœur. On veut notamment l'obliger à se dire partisan de Tito, dirigeant communiste yougoslave ou de Trotski, tous deux étant des ennemis notoires de Staline.
Après sa réhabilitation en 1956, Gérard émigre en France et, s'il condamne le stalinisme, reste fidèle à l'idéal communiste de sa jeunesse. Mais il se rend compte que, même après la mort de Staline, l'URSS et les démocraties populaires ne sont pas aussi libres qu'il l'imaginait et qu'il le voulait. Revenant en Tchécoslovaquie à l'occasion du Printemps de Prague, il assiste le jour même de son arrivée à l'invasion du pays par les forces du pacte de Varsovie.

## Fiche technique
- Titre original : L'Aveu
- Titre anglophone : The Confession
- Réalisation : Costa-Gavras
- Assistant-réalisateur : Alain Corneau
- Scénario : Jorge Semprún, d'après l’œuvre d'Artur London
- Photographie : Raoul Coutard
- Cadreur : Georges Liron
- Montage : Françoise Bonnot
- Musique : Giovanni Fusco
- Photographe de plateau : Yves Mirkine
- Producteurs : Robert Dorfmann, Bertrand Javal
- Sociétés de production : Films Pomereu, avec la participation des Films Corona, Produzione Intercontinentale Cinematografica, Fono Roma et Selenia Cinematografica
- Distribution : Valoria Films (France)
- Pays de production :  France,  Italie
- Format : 35 mm - couleur - Ratio : 1,66:1
- Genre : drame, film politique, thriller
- Durée : 140 minutes (2 h 20)
- Dates de sortie[1] :
  - France : 29 avril 1970
- Affiche : René Ferracci (France)

## Distribution
- Yves Montand : Gérard
- Simone Signoret : Lise
- Michel Vitold : Bohumil Smola
- Gabriele Ferzetti : Vladimír Kohoutek
- Jean Bouise : Karel Berger
- Marcel Cuvelier : Karel Šváb (cs)
- Gérard Darrieu : un référent
- Gilles Segal : un référent
- Henri Marteau : un référent
- Jean Lescot : un référent
- Michel Beaune : l'avocat Jaroslav Růžička
- Jacques Rispal : l'ancien secrétaire Otto Šling (en)
- Michel Robin : le procureur général Josef Urválek (en)
- Georges Aubert : Tonda
- Marc Bonseignour : ?
- Thierry Bosc : Rudolf Slánský
- André Cellier : Bertrand
- Monique Chaumette : René Křížkovská
- Jean-Paul Cisife : ?
- Pierre Decazes : l'officier de la perquisition
- Pierre Delaval : ?
- Vassilis Diamantopoulos (en) : Vavro Hajdů (cs)
- Jacques Emin : ?
- Marc Eyraud :
- Jean-François Gobbi : un référent
- Maurice Jacquemont : Bruno Köhler (cs)
- William Jacques : André Simone
- Jean-Pierre Janic : ?
- Patrick Lancelot : l'interrogateur
- Guy Mairesse : le médecin
- François Marthouret : un policier
- Pierre Moncorbier : le président de la cour Jaroslav Novák
- Charles Moulin : Karol Bacílek (en)
- Umberto Raho : Osvald Závodský (cs)
- Paul Savatier : ?
- László Szabó : un référent
- Claude Vernier : Bedřich Geminder (en)
- Nicole Vervil : Gusta Fučíková (en)
- Pierre Vielhescaze : Wagner
- Antoine Vitez : Jean
- Jacques Marbeuf : un assesseur

## Production

### Genèse et développement
C'est lors du montage du film Z, au cours du dîner de Noël, que Claude Lanzmann parle à Costa-Gavras de Lise et d'Artur London, ancien vice-ministre des Affaires étrangères de Tchécoslovaquie, un des trois rescapés des procès de Prague. Ces procès, dont l'un des accusés est Rudolf Slánský, ancien secrétaire général (cs) du Comité central (cs) du Parti communiste tchécoslovaque, s'étaient tenus en novembre 1952.
Beaucoup d'intellectuels de sa génération s'étaient enthousiasmés pour le communisme parce qu'il leur semblait ouvrir des perspectives formidables, jusqu'à ce que, peu à peu, il y ait une prise de conscience de l'envers du décor[réf. nécessaire]. 
Yves Montand, ancien compagnon de route du parti communiste, adhère aussi au projet et les financements se débloquent grâce au succès de Z[réf. nécessaire].

## Adaptation
Le film est une adaptation du livre éponyme d'Artur et Lise London, paru en France en novembre 1969. L’arrivée au pouvoir d’Alexandre Dubcek en Tchécoslovaquie et le début du Printemps de Prague en 1968 les décidèrent à se lancer dans sa rédaction, qui prit seulement cinq mois, grâce à des documents ramenés de Prague par Lise London. Une édition circula confidentiellement en Tchécoslovaquie à quelques milliers d'exemplaires à partir d’avril 1969, alors que la sortie en novembre 1968 en France, aux Editions Gallimard « constitua un événement éditorial et remporta un énorme succès », déclenchant « une véritable « affaire London » » dans « le contexte de la « normalisation » imposée en Tchécoslovaquie par Leonid Brejnev », selon l'historien et biographe d'Artur London Marc Giovaninetti.

## Accueil

### En France
Avec ce film, Costa-Gavras est accusé d'attaquer la gauche, après avoir été accusé d'attaquer la droite avec le film Z. Costa-Gavras répond qu'il ne voulait que dénoncer les totalitarismes. Par la suite, certaines personnes[Qui ?]une partie du public ne lui pardonne pas d'avoir levé le voile sur le stalinisme et l'évite ostensiblement.[réf. souhaitée]
Le Parti communiste français (PCF), récemment arrivé en tête des élections cantonales, l'accuse d'avoir fait « d'un livre communiste [...] un film anticommuniste ». Néanmoins, L'Aveu, sorti en avril 1970, connaît un succès considérable et devient un véritable phénomène politique et culturel, bouleversant son époque. Le film réunit en effet en France plus de deux millions de spectateurs,. En décembre 1976, Jean Kanapa, théoricien de la prise de distance du PCF avec Moscou, déclare après une projection du film que celui-ci « aurait dû être financé par le Parti » et plaide l'ignorance. Yves Montand ne le croit pas et a plusieurs mots durs à son égard, tandis que Simone Signoret et Chris Marker (auteur d'un documentaire sur le tournage de L'Aveu) veulent voir dans ses propos un signe de changement de la part du PCF,,. Ils se trompent. En 1977, Georges Marchais, secrétaire général du PCF, persiste et signe : « L'Aveu est un film anticommuniste »,. 

### Ailleurs dans le monde
Vincent Canby du New York Times considère que L'Aveu n'est pas un meilleur film que Z. Cependant, il le considère comme « beaucoup plus complexe, beaucoup plus humain » et donc « beaucoup plus intéressant ». Il le qualifie de « film poignant d'angoisse intellectuelle et émotionnelle, dramatisé par les dispositifs haletants du mélodrame ». Roger Ebert écrit quant à lui : « Ce n'est pas un thriller comme Z, et ça ne pouvait pas l'être, parce qu'il n’y a pas de justice qui émerge à la fin et pas de scélérats à démasquer ». Concernant l'orientation idéologique du film, il précise que « Costa-Gavras a tenu à mettre un point d'honneur sur le fait que le film est anti-stalinien, pas anti-communiste ». Pauline Kael du New Yorker voit pour sa part dans le film une « démonstration réfléchie, intelligente de la façon dont les hommes forts et idéalistes de caractère sont transformés en pions de l’histoire ». 

## Distinctions
Le film reçoit notamment en 1971 une nomination pour le Golden Globe du meilleur film en langue étrangère. Il est également nommé aux United Nations Awards lors des British Academy Film Awards 1971.

## Autour du film
- Le tournage du film s'est déroulé du 25 septembre 1969 au 15 décembre 1969 dans le département du Nord, dans le Pas-de-Calais, en Seine-Saint-Denis, dans les Alpes-Maritimes, à Lille, à Roubaix, à Arras à Théoule-sur-Mer et à Cannes.
- Le tournage s'effectue dans la quasi continuité de l'action. Yves Montand maigrit de dix-sept kilos, afin de bien montrer à l'écran les effets produits par les mauvais traitements qu'avaient subi les accusés de ce procès truqué. Il déclare notamment : « Il y avait dans ce que je m'imposais [pour ce rôle] quelque chose d'un acte d'expiation »[10].
- Au début des années 1970, le poids de l'idéologie communiste est énorme ; le Parti communiste français est encore le premier parti de gauche en France et la ligne politique du parti est encore marquée par le stalinisme.
- Costa-Gavras racontera par la suite qu'il a subi de nombreuses pressions, plusieurs techniciens ou acteurs du film lui enjoignant de ne pas faire celui-ci : « Sur les plateaux, les relations avec l'URSS ou le PC constituaient un débat permanent. Dans les équipes de tournage, il y avait des techniciens communistes. Des types très bien, mais dès que l'actualité internationale ou sociale s'emballait, on devenait des ennemis du prolétariat ! »[4].
- Le film se termine sur un plan montrant un groupe de cinq personnes (une sixième montant la garde) en train d'écrire à la peinture sur un mur : Lenine, probuď se, oni se zbláznil ! (« Lénine, réveille-toi, ils sont devenus fous ! »). Ce slogan était répandu à Prague lors de la répression du printemps de Prague en août 1968.
- Lors de sa sortie, L'Aveu était précédé par le court-métrage animé Le Diamant de Paul Grimault.
- Lorsqu'Artur arrive en prison au début du film, il se remémore des souvenirs de la révolution russe et de la Seconde Guerre mondiale sous forme d'images d'archives.
- Le directeur de la photographie du film, Raoul Coutard, fait un caméo dedans en tant que cameraman filmant le procès de Prague.
- Lors du printemps de Prague, une coproduction franco-tchécoslovaque avait été envisagée, que les événements ultérieurs (invasion de la Tchécoslovaquie par les armées du pacte de Varsovie) rendirent impossible. Le film fut tourné dans la métropole lilloise : la nouvelle bourse de Lille représente un ministère à Prague. Lors de la sortie de Gérard (Yves Montand) de cette administration, on aperçoit une rame ancienne du tramway Mongy. Les déplacements en voiture (Tatra et Citroën traction) se déroulèrent dans des rues de Roubaix[11]. La rencontre entre Gérard (Yves Montand) et son ancien geôlier, Vladimír Kohoutek (Gabriele Ferzetti), a lieu sur la Grand-Place d'Arras.
- En 1981, peu après l'arrivée de la gauche au pouvoir, Yves Montand et Artur London se rencontrèrent à la Maison de la Mutualité à Paris pour se dire « Plus jamais l'Aveu »[12].